# Espoir Club de Nioumachoi
Maillots
Actualités
L'Espoir Club de Nioumachoi (en arabe : نادي الأمل نيوماشيوي), plus couramment abrégé en FCN Espoir, est un club comorien de football fondé en 2015 et basé dans la ville de Nioumachoi, sur l'île de Mohéli.

## Histoire

### Historique du club
- 2015-2016  :D3/coach Miroidi
- 2016-2017  :D3/coach Miroidi
- 2017-2018  :D2/coach Miroidi
- 2018-2019  :D1 /coach Miroidi
- 2019-2020  :D1/coach Auguste Rabemanantsoa
- 2020-2021 : D1/Coach Alder

### Histoire du club
Il est fondé par la Fédération Des Associations de Mfoungé (FEDASM).

## Palmarès
| Compétitions nationales                     | Compétitions régionales |
| ------------------------------------------- | --- |
| - Championnat des Comores : - 3e : 2020-21. | - Championnat de Mohéli (1) : - Champion : 2020-21. - Vice-champion : 2019, 2021-22. - Coupe de Mohéli : - Finaliste : 2021. |